# Couffy-sur-Sarsonne
Couffy-sur-Sarsonne är en kommun i departementet Corrèze i regionen Nouvelle-Aquitaine i de centrala delarna av Frankrike. Kommunen ligger  i kantonen Eygurande som tillhör arrondissementet Ussel. År 2022 hade Couffy-sur-Sarsonne 71 invånare.

## Befolkningsutveckling
Antalet invånare i kommunen Couffy-sur-Sarsonne
Referens:INSEE